# Педро Хесус Перес Монтеро
Педро Хесус Перес Монтеро (нар. 3 січня 1976, Лінарес, Хаен) — колишній іспанський футбольний арбітр, що судив матчі найвищої іспанської ліги. Член Комітету арбітрів Андалусії.
До рівня Ла-Ліги підвищився в сезоні 2011—2012 разом з мадридським суддею Карлосом дель Серро Гранде. Дебютним для нього в Ла-Лізі став матч між командами «Мальорка» і «Еспаньйол» (1-0), що відбувся 28 серпня 2011 року.
Провівши п'ять сезонів у Ла-Лізі, після сезону 2015—2016 опустився до другого дивізіону. Останнім для нього у Ла-Лізі став матч «Лас-Пальмас» — «Атлетік» (Більбао) (0-0), що відбувся 8 травня 2016 року.
У сезоні 2016—2017 завершив кар'єру арбітра: останнім для нього став матч другого етапу виходу до Ла-Ліги між «Хетафе» та «Уескою» (3-0).

## Нагороди
- Золотий свисток другого дивізіону[es] (1) : 2009
- Трофей Вісенте Асебедо[es] (1) : 2011